# Ilinskite
La ilinskite è un minerale.

## Etimologia
Il nome è in onore del mineralogista russo Georgii Alekseevich Il'inskii (1927-1996).